# Joana I de Nàpols
Joana I de Nàpols (Nàpols, 1326 - Muro Lucano, 1382), reina de Nàpols, comtessa de Provença i princesa d'Acaia.

## Orígens familiars
Filla de Carles de Calàbria, duc de Calàbria, i la seva segona esposa Maria de Valois. Era neta per línia paterna del rei Robert I de Nàpols i Violant d'Aragó, i per línia materna del duc Carles I de Valois i la comtessa Margarida d'Anjou.

## Núpcies
Per intentar assegurar la successió de la corona s'arribà a casar en quatre ocasions, però sense aconseguir descendència de cap d'elles:
- El 26 de setembre de 1343 amb el seu cosí, el príncep Andreu d'Hongria, fill del rei Carles I Robert d'Hongria.
- El 20 d'agost de 1346 a Roma amb el seu cosí Lluís I de Tàrent
- El 14 de desembre de 1362 amb el rei Jaume IV de Mallorca
- El 28 de març de 1376 a Nàpols amb el duc Otó IV de Brunswick

## Ascens al tron
L'any 1328 morí prematurament el seu pare Carles de Calàbria. De resultes d'aquest fet fou designada successora del Regne de Nàpols i l'any 1343, amb tan sols 17 anys, fou coronada reina. Per la seva joventut tingué el suport del Papa Climent VI, que manà al cardenal Americ de Saint Martin que la coronés reina l'agost de 1344 a Roma.

## Conflicte amb Hongria
L'assassinat del primer marit Andreu d'Hongria el 1345, probablement sota les seves pròpies ordres; i segons la brama, aconsellada per la seva favorita Filippina Cabane, li provocà l'enemistat dels angevins del Regne d'Hongria, que intentaren envair el Regne de Nàpols i hagué de negociar la pau amb el Regne de Sicília arran de la invasió de Ramon de Peralta en 1347. El seu segon marit, en Lluís I de Tàrent, i ella van ser coronats reis de Nàopls el 27 de maig de 1352, cosa que el primer marit de Joana no aconseguí, així com tampoc cap altre marit d'ella. Al cap d'uns mesos Lluís I d'Hongria envaí el regne per venjar la mort del seu germà Andreu i la parella de reis s'hagué de refugiar amb el Papa Climent VI a Avinyó. Davant la invasió del Regne Joana I i Lluís reclamaren una solució al Papa, el qual absolgué Joana en 1352.

## Cisma d'Occident
Durant el Cisma d'Occident Joana I va donar suport al papat d'Avinyó, i s'alià al costat del Regne de França adoptant com a fill i successor el comte d'Anjou Lluís I d'Anjou, fill del rei Joan II de França. De resultes d'això el papa romà Urbà VI va excomunicar i retirar els regnes a Joana, que originàriament eren concedits a la Primera Dinastia Capet d'Anjou-Sicília i els concedí a Carles, duc de Durazzo. Amb el suport hongarès Carles de Durazzo va envair el Regne de Nàpols i el 1381 va capturar la reina Joana I.

## Mort i guerra de successió al Regne de Nàpols
Després de ser feta presonera, Joana va morir estrangulada al castell de San Fele el 22 de maig de 1382. Una guerra per la successió esclatà entre l'invasor Carles, duc de Durazzo i el fill del rei de França Lluís I d'Anjou, a qui Joana havia adoptat prèviament.